# صفحه صورت

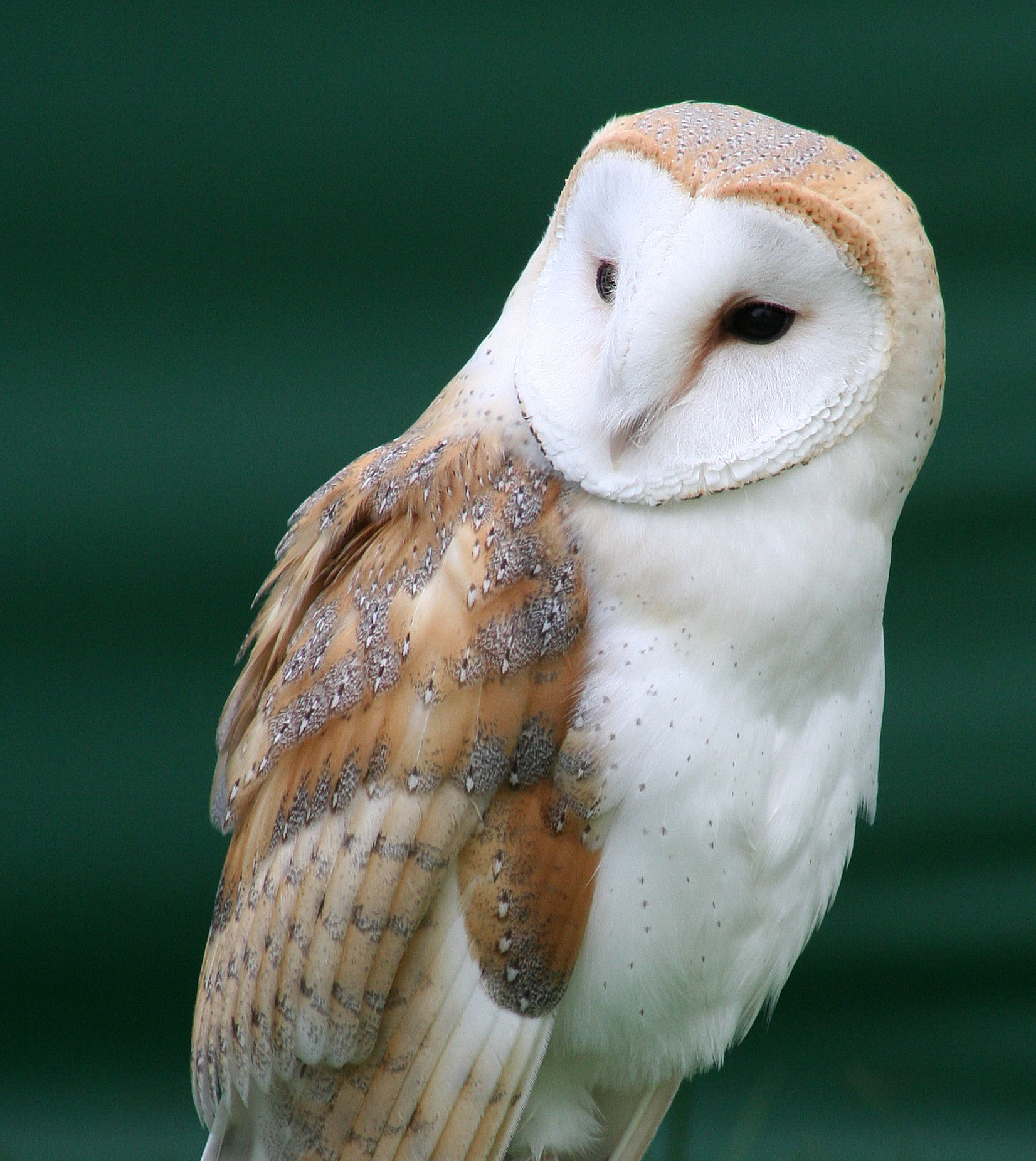
جغد انبار، Tyto alba، صفحه صورت برجسته‌ای به شکل قلب دارد که در هنگام شکار به آن کمک می‌کند.

در پرنده‌شناسی، صفحه صورت، صفحه چهره یا دیسک صورت (به انگلیسی: Facial disc) مجموعه مقعری از پرهای روی صورت در برخی از پرندگان - به‌ویژه جغدها - است که پیرامون چشم‌ها را دربر گرفته‌است. تقعر دیسک صورت یک سهمی‌گون دایره‌ای را شکل می‌دهد که امواج صوتی را جمع‌آوری کرده و آن امواج را به سوی گوش جغد هدایت می‌کند. پرهای تشکیل‌دهنده این دیسک را می‌توان توسط پرنده تنظیم کرد تا فاصله کانونی این جمع‌کننده صدا را تغییر دهد و به پرنده توانایی می‌دهد تا در فواصل مختلف تمرکز کند و به او اجازه می‌دهد که طعمه را به تنهایی با صدا در زیر برف، علف و پوشش گیاه پیدا کند.
گونه‌های دیگر پرندگان، مانند سنقرها، صفحه چهره کمتر برجسته‌ای دارند. در سنقرها، اصطلاح مربوط یال چهره به پرهای پیرامون گردن اشاره دارد که در پاسخ به سر و صدا برافراشته می‌شوند و اساسا صفحه چهره را بزرگ می‌کنند و شنوایی را بهبود می‌بخشند.
جغد انبار دارای برجسته‌ترین صفحهٔ چهره است که اندازه آن حدود ۱۱۰ میلی‌متر است (سیمونز)، در حالی که جغد خاکستری بزرگ بزرگ‌ترین صفحه را در میان پرندگان دارد.